# 古滕堡城堡
古滕堡城堡 （德語：Burg Gutenberg）是列支敦斯登城鎮巴爾策斯的一座保存狀態完好的城堡，位於列支敦斯登最南端的區巴爾策斯區的中央。古滕堡城堡是列支敦士登五座城堡之一，也是其中保存良好的兩座城堡之一。
和瓦杜茨城堡不同，古滕堡城堡並非列支敦士登王室的住所，而是作為博物館對公眾開放。城堡地處一座高約70公尺的獨立岩石之上，可通過公路到達。

## 史前時期
城堡山自新石器時代開始就有人居住。考古發掘在這裡發現了多件史前文物，包括現在在列支敦士登國家博物館展示的「古滕堡戰神」（Mars von Gutenberg）雕像（尺寸12 cm（5英寸））。

## 外部連結
- Gutenberg Castle Official Website （页面存档备份，存于） (in German)